# Резникова, Галина Ивановна
Гали́на Ива́новна Ре́зникова (род. 17 апреля 1961) — советская легкоатлетка, специалистка по бегу на средние дистанции. Выступала на всесоюзном уровне в 1983—1992 годах, серебряная и бронзовая призёрка чемпионатов СССР, действующая рекордсменка Казахстана в дисциплине 1500 метров. Мастер спорта России международного класса. Тренер по лёгкой атлетике.

## Биография
Галина Резникова родилась 17 апреля 1961 года. Занималась лёгкой атлетикой в Алма-Ате, выступала за Казахскую ССР и физкультурно-спортивное общество «Динамо». Позднее переехала на постоянное жительство в Москву и представляла Советскую Армию.
Впервые заявила о себе на всесоюзном уровне в сезоне 1983 года, когда на чемпионате страны в рамках VIII летней Спартакиады народов СССР в Москве закрыла десятку сильнейших в зачёте бега на 1500 метров, установив при этом ныне действующий рекорд Казахстана — 4:10.26.
В 1984 году установила рекорд Казахстана в беге на 1000 метров в помещении (2:44.8), победила в беге на 800 метров на соревнованиях в Алма-Ате.
В 1987 году на соревнованиях в помещении в Москве была второй в дисциплине 600 метров и третьей в дисциплине 1000 метров.
В 1988 году на дистанции 800 метров показала 13-й результат на всесоюзных соревнованиях в Киеве, взяла бронзу в Москве и получила серебро в Одессе.
В 1989 году на чемпионате СССР в Горьком с московской командой выиграла серебряную медаль в зачёте эстафеты 4 × 400 метров, уступив лишь сборной РСФСР. Также отметилась победой в дисциплине 800 метров на всесоюзном старте в Риге.
В 1990 году в беге на 800 метров стала пятой на всесоюзных соревнованиях в Сочи, третьей на Мемориале братьев Знаменских в Москве, пятой на чемпионате СССР в Киеве.
В 1992 году завоевала бронзовую награду в дисциплине 800 метров на зимнем чемпионате СНГ в Москве, победила в эстафете 4 × 800 метров на международном турнире в Шеффилде.
За выдающиеся спортивные достижения удостоена почётного звания «Мастер спорта России международного класса».
Впоследствии работала тренером по лёгкой атлетике в культурно-спортивном центре «Лотошино» в Московской области.